# (36060) Babuška
(36060) Babuška es un asteroide perteneciente al cinturón de asteroides, descubierto el 14 de septiembre de 1999 por Petr Pravec y el también astrónomo Peter Kušnirák desde el Observatorio de Ondřejov, Ondřejov, República Checa.

## Designación y nombre
Designado provisionalmente como 1999 RM43. Fue nombrado Babuška en honor al matemático checo Ivo Babuška que es un profesor de la Universidad de Texas.

## Características orbitales
Babuška está situado a una distancia media del Sol de 2,595 ua, pudiendo alejarse hasta 3,123 ua y acercarse hasta 2,067 ua. Su excentricidad es 0,203 y la inclinación orbital 3,485 grados. Emplea 1527 días en completar una órbita alrededor del Sol.

## Características físicas
La magnitud absoluta de Babuška es 14,6. Tiene 3,033 km de diámetro y su albedo se estima en 0,304.